# 1872 en droit
Cet article présente les faits marquants de l'année 1872 en droit.

## Événements
- Indian Christian Marriage Act : en Inde, le mariage autochtone est autorisé (mariage civil). La loi autorise les unions interreligieuses et intercastes.
- Russie : droit donné au ministère de l’intérieur d’interdire toute publication jugée nuisible. Aggravation continue des prélèvements sur la paysannerie : de 1861 à 1872, la capitation a augmenté de 80 %.
- Kulturkampf, en Allemagne : Entre 1872 et 1875, Bismarck fait adopter une série de mesures législatives qui aboutissent à l’expulsion des Jésuites et à la fermeture de leurs établissements, à un contrôle des autorités sur la formation et la nomination du clergé, à une limitation du pouvoir des évêques, à la laïcisation de l’état civil. Ces mesures provoquent une vive réaction des fidèles, du Zentrum (parti catholique) et du pape Pie IX.

### Mars
- 11 mars : une loi scolaire enlève toutes ses attributions à l’Église catholique en matière d’enseignement et de culture et le département catholique au sein du ministère des Cultes de Prusse est supprimé. (Kulturkampf)

### Juillet
- 4 juillet : interdiction de l'ordre des Jésuites en Allemagne. (Kulturkampf)

### Octobre
- 26 octobre : le Reichstag décide la germanisation de la Posnanie, slavophone. L’emploi de l’allemand devient obligatoire à l’université. (Kulturkampf)

### Décembre
- 1er décembre : pour la première fois, la colonie du Cap est dotée d’un gouvernement local responsable. John Charles Molteno devient Premier ministre (fin en 1878).